# جونيا هوسوكاوا
جونيا هوسوكاوا (باليابانية: 細川 淳矢) (24 يونيو 1984 في كونسو في اليابان – )؛ هو لاعب كرة قدم ياباني سابق كان يلعب كمدافع.

## وصلات خارجية
- جونيا هوسوكاوا على موقع رابطة كرة القدم اليابانية للمحترفين (اليابانية)
- جونيا هوسوكاوا على موقع قاعدة بيانات كرة القدم.إي يو (الإنجليزية)
- جونيا هوسوكاوا على موقع Soccerway.com (الإنجليزية)
- جونيا هوسوكاوا على موقع عالم كرة القدم.نت (الإنجليزية)
- جونيا هوسوكاوا على موقع كووورة